# Büro Center Nibelungenplatz
Le Büro Center Nibelungenplatz est un gratte-ciel de la ville de Francfort-sur-le-Main, en Allemagne. C'est un des premiers apparus dans la ville, la construction a pris fin en 1966. Le bâtiment mesure 110 m de haut, ce qui en fait le plus haut du quartier nord (Nordend) de la ville. Il comporte 27 étages.
Le gratte-ciel s'appelait autrefois le Shell-Hochhaus, en raison du nom de l'entreprise qui l'a construit, Shell. Il tire aujourd'hui son nom de l'endroit où il se trouve dans Francfort, la Nibelungenplatz.
Les architectes sont Fritz Meinel, Günther Rheingaus, Novotny Mähner Assoziierte, Gesamtplanungsgesellschaft mbH